# Most sudbine (2004.)
Most sudbine je englesko-anglo-francuska drama iz 2004. koju je režirala Mary McGuckian, a distribuirao Fine Line Features. Film se temelji na romanu Thorntona Wildera. Glavne uloge su imali F. Murray Abraham, Kathy Bates, Gabriel Byrne, Geraldine Chaplin, Robert De Niro, Harvey Keitel i Pilar López de Ayala.